# Yorkshire-i nyelvjárás
A yorkshire-i nyelvjárás az angol nyelv azon változatára utal, amelyet Yorkshire északi részén beszélnek. Gyakran Broad Yorkshire vagy Tyne néven hivatkoznak rá.
2007-ben Ian McMillan költő kiadott egy könyvet Collins Chelp and Chunter: a Guide to the Tyke Tongue címmel, amelyben a yorkshire-i szókincs jelentős szerepet játszott. Létezik egy The Yorkshire Dictionary (Yorkshire szótár) is, amelyet Arnold Kellett állított össze. Ez olyan szavakat is tartalmaz, melyek a mindennapi szókincsből már kivesztek. A Yorkshire Dialect Society (Yorkshire-i nyelvjárás társasága) a humoros dolgoktól a komoly nyelvészeti kutatásokig foglalkozik a nyelvjárással. A nyelvjárás gyökerei olyan régi nyelvekig nyúlnak vissza, mint az óangol és az óészaki nyelv. 2001-ben Watt és Tillotson készített helyesírást a yorkshire-i nyelvjáráshoz.
A yorkshire-i nyelvjárás Emily Brontë Üvöltő szelek című regényében is felbukkan.

## Kiejtés
A yorkishire-i nyelvjárás számos jellegzetessége a többi északi angol nyelvjárásban is megtalálható. Ebben a nyelvjárásban az [a] rövid ezekben a szavakban: bath, grass, chance, szemben a brit angol hosszú [ɑː]-val. A brit [ʌ]-nak megfelelő hang a yorkshire-i nyelvjárásban [ʊ], ami a put és a putt szavakat homofónokká teszi. 

### Magánhangzók
- A szóvégi -y normális esetben [i]-nek hangzik, Sheffield környékén [ɛ]-nek.
- Néhány területen, főképp a nyelvjárás déli részén az [aʊ] diftongust [aː]-nak ejtik (írva ah): dahn - down, sahth - south. Ezeken a területeken az art és az out szavak megkülönböztethetetlenek. Sheffieldi hanganyag található itt.
- Az olyan szavakban, mint a car, far, art, park, hosszú [aː] hang hallható.
- A [aɪ] hang [ɑː] vagy [aː] formában hallható. Pl. a five [fɑːv], a price [prɑːs] lesz.
- Az [əʊ]-nak megfelelő hangot többféleképpen lehet ejteni: [oi], [ɔu], [ɔə] és [uə].

## Példák a yorkshire-i nyelvjárásból
- Yorkshire-i: T' bairns wor art lakin.
- Angol: The children were out playing.
- A gyerekek kimentek játszani.

- Yorkshire-i: Wha' tahhm is it?
- Angol: What time is it?
- Mennyi az idő?

- Yorkshire-i: It wor eur girt day.
- Angol: It was a great day.
- Csodálatos nap volt.

## A yorkshire-i nyelvjárás a populáris kultúrában
- A Fekete Vipera egyik részében (3-05) Amy Hardwood apja tipikus yorkshire-i embert játszik.
- A Monty Python Repülő Cirkusza egyik tagja, Michael Palin maga is yorkshire-i származású (sheffieldi), több jelentben is ezt a nyelvjárást használta.
- A Star Trek: Az új nemzedék című sorozat főszereplője, Patrick Stewart a 156. és a 157. részben erős huddersfieldi akcentussal beszél, maga a színész amúgy yorkshire-i születésű.
- Az Arctic Monkeys nevű zenekar énekese, Alex Turner, sheffieldi akcentussal énekel.